# 古物及古蹟條例
《古物及古蹟條例》（英文：Antiquities and Monuments Ordinance）旨在就保存具有歷史、考古及古生物學價值的物體，以及為附帶引起的事宜或相關事宜，訂定條文。 立法局於1971年通過《古物及古蹟條例》，惟政府延至1976年才實施條例，並於1977年2月按條例成立古物諮詢委員會。

## 諮詢架構
條例第17條要求行政長官委任古物諮詢委員會（古諮會）成員，並委任其中一名委員為主席。條例並未指明委員數目或資格。 按條例第18條，古物諮詢委員會需向古物事務監督（自2007年起為發展局局長）就宣布法定古蹟或暫定古蹟提供建議，並就豁免條例就古蹟或暫定古蹟施加之限制向古物事務監督提供意見。
古諮會意見僅供古物事務監督參考。意見需經行政長官批准後，再由古物事務監督藉憲報公告宣布。

## 法定古蹟
古物事務監督如認為任何地方或建築物有被列為古蹟的價值，可諮詢古物諮詢委員會，待行政長官批准後便可於憲報公布該處為法定古蹟。除獲得行政長官豁免，任何人士均不能在古蹟或暫定古蹟之上或之內挖掘、進行建築或工程、種植及砍伐樹木、堆積泥土及垃圾，或拆卸、移走、阻塞、污損或干擾暫定古蹟或古蹟，以免破壞文物。 